# Katarinensisch
El katarinensisch o alemán catarinense es una variante o dialecto alemán que se habla en el Estado de Santa Catarina, sin poseer ningún estatus de oficialidad. La designación de katarinensisch se emplea para hacer referencia al estado donde se mencionó dicho dialecto por primera vez. Hoy día este dialecto está siendo reemplazado por el aprendizaje y el uso del idioma alemán o del dialecto alemán hunsrriqueano-brasileño, este último siendo cooficial en el Municipio Antonio Carlos, junto al portugués. Actualmente existen aproximadamente unos 200 000 hablantes del katarinensisch, el cual está muy influenciado enormemente por el alemán hunsrriqueano-brasileño, no solo por su continuidad lingüística y cercanía geográfica, sino porque este último posee el mayor número de hablantes tanto en Brasil como en América Latina. El katarinensisch forma parte del conjunto de dialectos que engloban el idioma alemán brasileño, hablado mayoritariamente por un grupo de catarinenses de origen alemán.
Además del katarinensisch, hacia el interior del Estado Santa Catarina se hablan otros dialectos del alemán como el Tirol Austrobávaro en la ciudad de Treze Tilias, localidad conocida como el Tirol Brasileño, donde la enseñanza del alemán estándar es obligatoria en las instituciones educativas del municipio.
Por otra parte, en la Microrregión del Extremo Oeste Catarinense también se hablan algunas combinaciones del castellano con portugués brasileño conocida como portuñol junto a la frontera con Argentina.